# Алоїс Штекль
Алоїс Штекль (Штьокль) (нім. Alois Stöckl; 22 серпня 1895, Мюльдорф, Німецька імперія — 14 серпня 1940, Англія) — німецький пілот, оберст люфтваффе. Кавалер Лицарського хреста Залізного хреста.

## Біографія
Учасник Першої світової війни, відзначений численними нагородами.
Учасник Громадянської війни в Іспанії.
Під час Другої світової війни — командир 55-ї бомбардувальної ескадри, учасник битви за Британію. 14 серпня 1940 року його Heinkel He 111 був збитий британським винищувачем Spitfire із 609-ї ескадрильї Королівських ВПС, який пілотував Джон Дуглас. Останки Штекля і двох інших членів екіпажу його бомбардувальника були поховані на німецькому військовому кладовищі.

## Нагороди
Перша світова війна:
- Залізний хрест 2-го і 1-го клас
- Почесний нагрудний знак пілота
- Нагрудний знак «За поранення» в чорному
- Військова медаль (Османська імперія)
- Почесний хрест ветерана війни
- Нагрудний знак пілота
- Іспанський хрест в сріблі з мечами
- Застібка до Залізного хреста 2-го і 1-го класу
- Лицарський хрест Залізного хреста (4 липня 1940)